# Aérodrome d'Ulundi
L'aérodrome d'Ulundi (code IATA : ULD • code OACI : FAUL) est un aéroport desservant les villes d'Ulundi, Nongoma et Melmoth dans le Zululand District Municipal de KwaZulu-Natal, Afrique du Sud.

## Situation
'
| Bloemfontein Mthatha Skukuza Richards Bay Polokwane/Pietersburg Pietermaritzburg Prétoria-Wonderboom Ulundi Upington Pilanesberg Le Cap Phalaborwa Port Elizabeth Kruger Mpumalanga Kimberley Mala Mala Durban George Plettenberg · Bay Hoedspruit Jo'bourg-Lanséria Jo'bourg-OR Tambo East London |

Carte statique des aéroports d'Afrique du Sud.Carte dynamique des aéroports d'Afrique du Sud.

## Compagnies aériennes et destinations
| Compagnies  | Destinations                                     |
| ----------- | ------------------------------------------------ |
| Federal Air | Johannesbourg OR Tambo, Phinda, Pietermaritzburg |

Actualisé le 21/11/2023